# Paspardo
Paspardo ist eine norditalienische Gemeinde (comune) mit 571 Einwohnern (Stand 31. Dezember 2023) in der Provinz Brescia in der Lombardei. Die Gemeinde liegt etwa 56,5 Kilometer nordnordöstlich von Brescia im mittleren Valcamonica und gehört zur Comunità Montana di Valle Camonica.

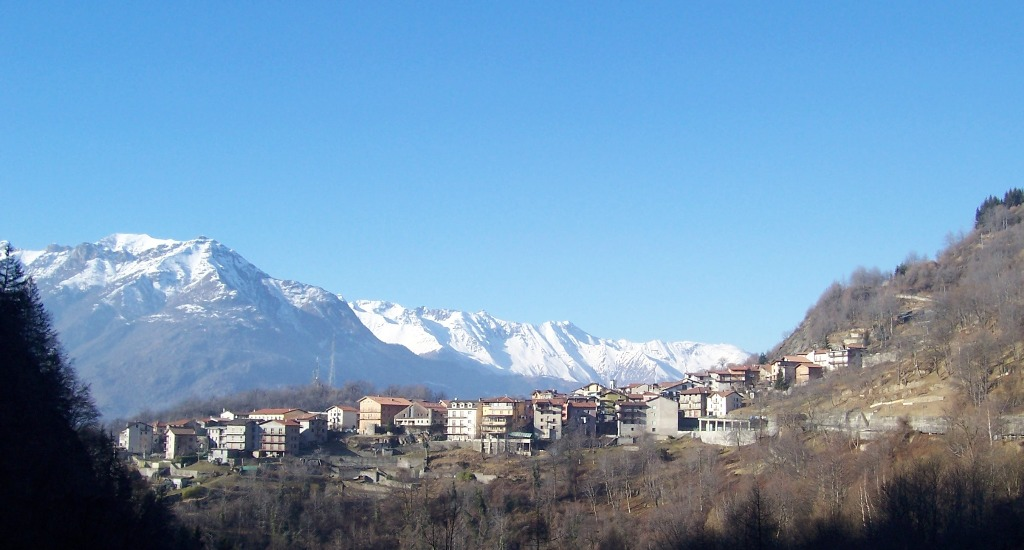
Blick auf Paspardo